# Кубок Крымтеплицы
Кубок Крымтеплицы (укр. Кубок Кримтеплиці) — товарищеский футбольный турнир, который проводился с 2002 года по 2012 год в зимнее межсезонье на стадионе «КТ Спорт Арена», в посёлке Аграрное, АР Крым.
Основан Александром Модестовичем Васильевым, президентом клуба «Крымтеплица». В турнире принимали участие команды Первой лиги Украины, Второй лиги Украины, любительского чемпионата Украины, молодёжного первенства Украины, чемпионата Крыма и чемпионата Молдавии (бельцкая «Олимпия»), а также российская любительская команда «Строитель» (Темрюк). Наибольшее число титулов завоевала команда-хозяйка турнира — «Крымтеплица» (4 победы).

## Место проведения

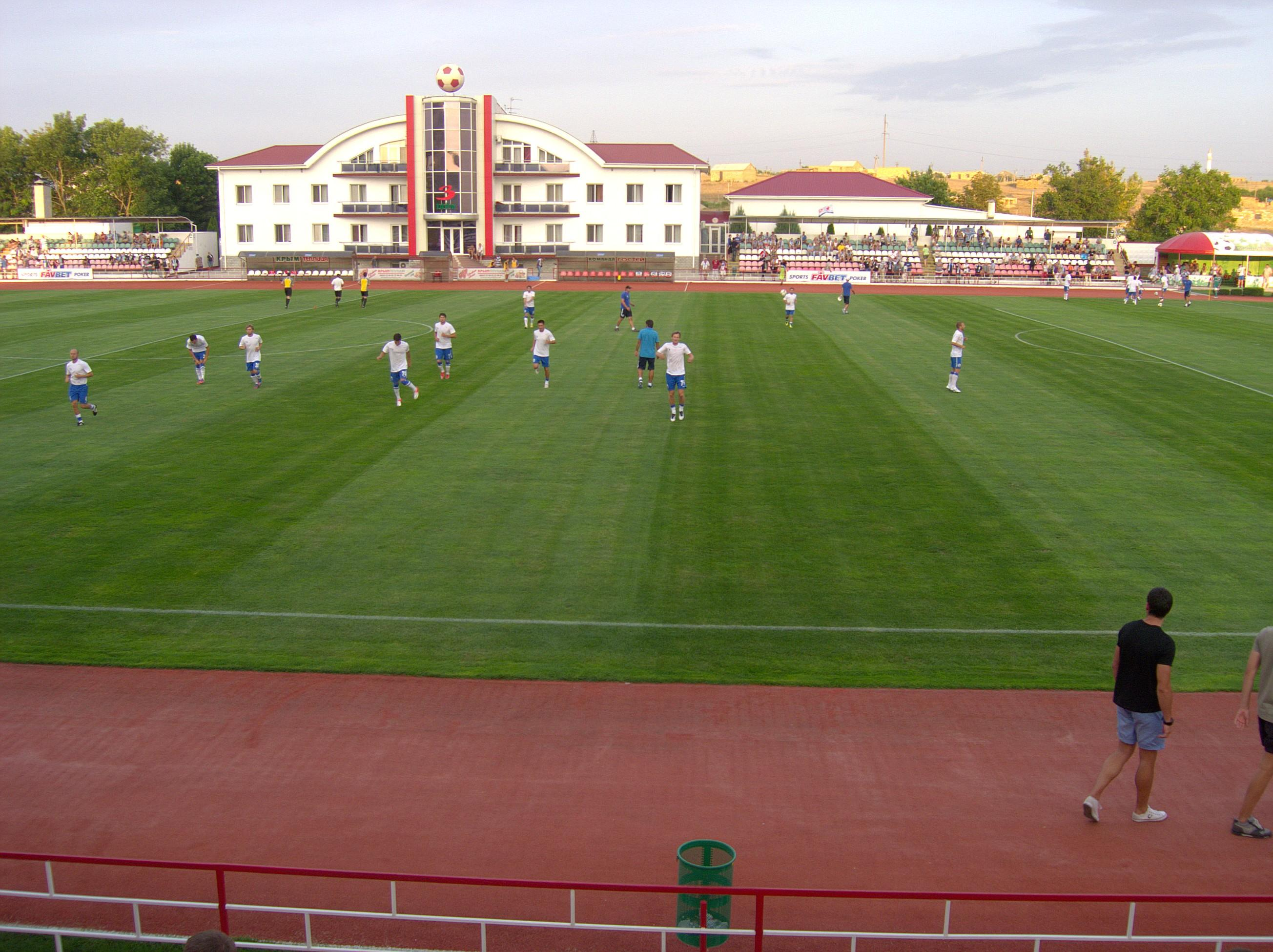
КТ Спорт Арена

Первый и второй розыгрыш турнира проводился на стадионе «Колос» в селе Урожайное, Симферопольского района.
Затем, игры проходили на стадионе «КТ Спорт Арена», который находится в посёлке Аграрное. Арена была построена в 2003 году и вмещает около 3 тысяч человек. Спортивно-тренировочный комплекс имеет в распоряжении одно футбольное поле стандартного размера с естественным покрытием. Рядом расположено второе поле с естественным покрытием для тренировок. Недалеко от стадиона расположена трёхэтажная гостинца «Третий тайм» и теннисный корт.
В феврале 2006 года сдан в эксплуатацию новый искусственный газон, позволяющий проводить матчи в зимний период. Название «КТ Спорт Арена» стадион получил в сентябре 2009 года, в результате конкурса на лучшее название, до этого арена называлась «Крымтеплица».
Некоторые из игр Кубка Крымтеплицы 2010 и 2012 проводились на стадионе «Скиф» в Новопавловке.

## История
Кубок основан по инициативе предпринимателя и депутата Верховного Совета Автономной Республики Крым Александра Модестовича Васильева. Васильев являлся создателем и владельцем футбольного клуба «Крымтеплица», название которому дало его предприятие, занимающееся производством и реализацией овощной продукции.
Первый розыгрыш нового турнира проводился в ноябре 2002 года и был приурочен ко дню работников сельского хозяйства Украины. Первоначально в состязании должны были принять участие, помимо «Крымтеплицы», симферопольское «Динамо», «Севастополь» и армянский «Титан». Однако в итоге «Севастополь» и «Титан» снялись с соревнований и были заменены на одесский «Черноморец-2» и симферопольскую «Таврию-ТНУ». За играми турнира следили тренер «Таврии» Анатолий Заяев и генеральный директор «Таврии» Рувим Аронов. В полуфинале «Динамо» обыграло «Таврию-ТНУ» с разгромным счётом (5:0), а «Крымтеплица» в серии пенальти уступила «Черноморцу». В финальной игре симферопольцы одержали победу над одесситами (2:0), а в матче за третье место «Крымтеплица» одолела в серии пенальти «Таврию-ТНУ». Одесская команда получила вознаграждение от участие турнира в размере 4 тысяч гривен.
В финале второго розыгрыша турнира сыграли «Крымтеплица» и вторая команда одесского «Черноморца». Победу одержали хозяева (5:0). В полуфинале также участвовали симферопольское «Динамо» и любительская команда «Строитель» из российского города Темрюк.
На очередном турнире в 2004 году помимо «Крымтеплицы», принимали участие команды: «Рава», красноперекопский «Химик» и молдавский «Униспорт-Авто-2». В финал вышла «Крымтеплица» и «Униспорт-Авто-2», основное время закончилось с ничейным счётом, в серии пенальти сильнее оказалась кишенёвская команда, победившая (4:3). В игре за третье место между «Равой» и «Химиком», за 15 минут до окончания поединка лидировала команда из Львовской области (3:0), однако благодаря хет-трику Константина Мухамадеева игра перешла в серию пенальти. По итогам одиннадцатиметровых ударов победу одержал «Химик» (4:3).
Кубок Крымтеплицы 2007 года также состоялся в ноябре. В нём приняло участие 4 команда. В первом полуфинале встретились хозяева турнира «Крымтеплица» и её фарм-клуб «Спартак», выступавший в чемпионате Крыма. Спортивный директор «Крымтеплицы» Анвар Сулейманов провёл ротацию составов и некоторые игроки «Крымтеплицы» выступали за «Спартак», в то время как за «Крымтеплицу» играли футболисты приехавшие на просмотр. Игра завершилась победой «тепличников» со счётом (2:0). Во второй полуфинальной игре мелитопольский «Олком» одержал победу над «Черноморнефтегазом» (1:1 основное время и 10:9 по пенальти). В матче за третье место победу одержал «Спартак», обыграв «Черноморнефтегаз» (1:0). В финальной игре между «Крымтеплицей» и «Олкомом», победу одержали хозяева с разгромным счётом (3:0).

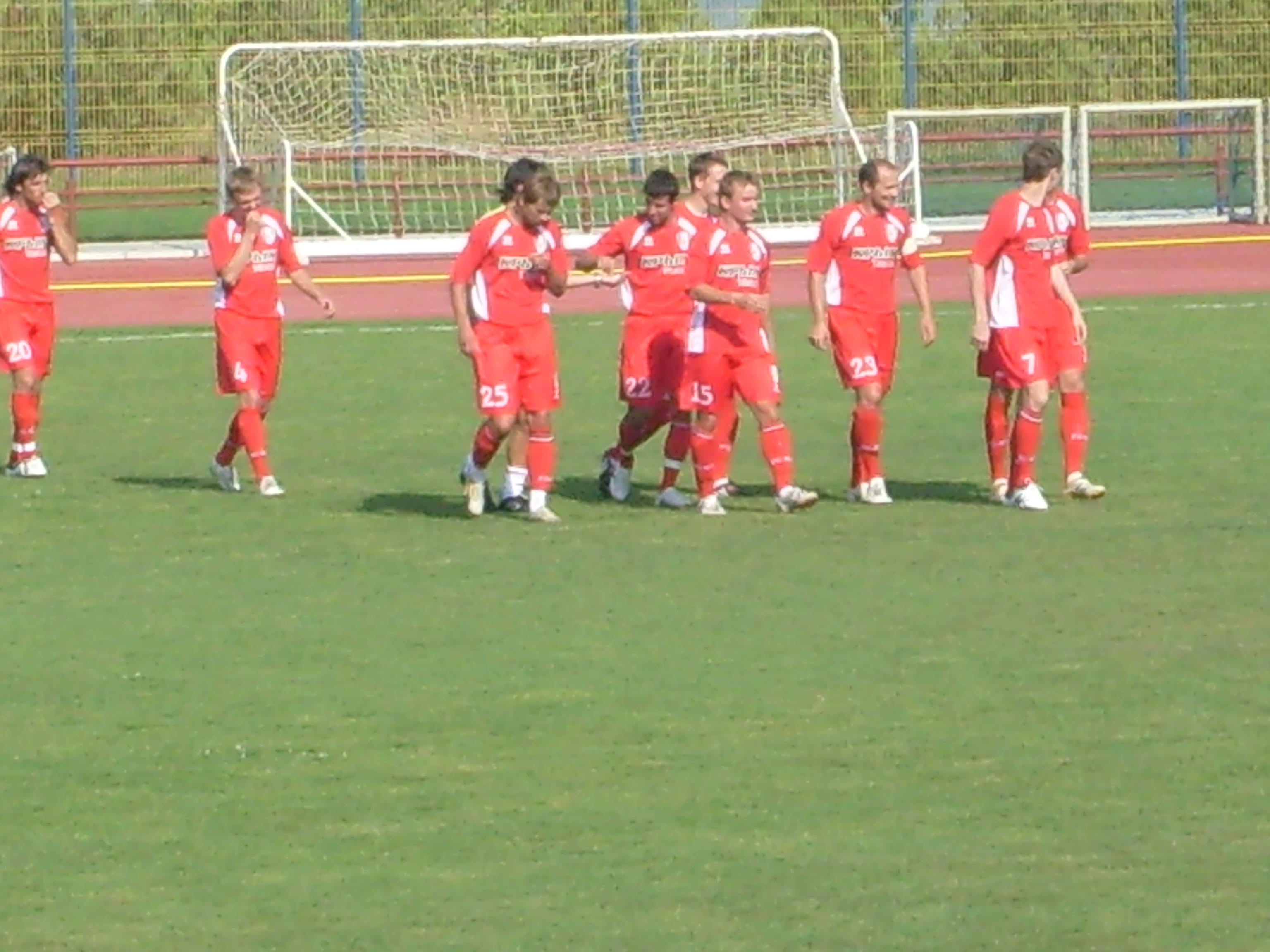
Игроки «Крымтеплицы» завоёвывали одноимённый кубок четырежды

Следующий розыгрыш состоялся в феврале 2009 года. В этом турнире приняло участие 8 команд, в том числе и бельцкая «Олимпия», выступавшая в чемпионате Молдавии. По заявлению организаторов, Кубок Крымтеплицы 2009 станет крупнейшим футбольным событием зимы в Крыму. В финале турнира встретились «Олимпия» и донецкий «Шахтёр-3», в итоге победу по пенальти одержала команда из Молдавии. Победитель получил приз в размере 15 тыс. гривен.
Кубок Крымтеплицы 2010 также состоялся в феврале. В турнире вновь приняло участие 8 футбольных клубов. Первая игра турнира между «Форосом» и «Олкомом», началась с опоздания, так как в результате снегопада команда из Мелитополя попала в пробку. К концу турнира температура была около 20 градусов. Игра между днепродзержинской «Сталью» и дублем «Карпат» состоялась на стадионе «Скиф» в Новопавловке, так как львовяне базировались именно там. В финале победу одержали хозяева турнира — команда «Крымтеплица» обыгравшая бурштынский «Энергетик» (2:0).
Седьмой розыгрыш турнира проходил с конца января по начало февраля 2011 года. Первоначально планировалось участие 8 клубов, однако в итоге на Кубке Крымтеплицы участвовали 5 команд. Для участия в турнире каждый клуб должен был внести взнос в размере 2 тысяч гривен. По ходу соревнования организаторы объявляли лучших игроков в своих командах. Все команды провели между собой по одной игре, новокаховская «Энергия» лишь по разнице забитых и пропущенных мячей стала победителем турнира. Второе место занял дубль львовских «Карпат». Позже, президент «Крымтеплицы» Александр Васильев пригласил главного тренера «Энергии» Сергея Шевцова возглавить «Крымтеплицу».
Последний на данный момент, восьмой розыгрыш Кубка Крымтеплицы проходил в феврале 2012 года. На данный турнир было заявлено 6 клубов. «Мир» из Херсонской области проведя всего одну игру, снялся с турнира, так как команда базировалась в Горностаевке, а из-за ухудшения погоды команда не смогла добраться до соревнований. В связи со шквальным ветром, некоторые игры прошли на поле тренировочной базы «Скиф» в Новопавловке. Победу в турнире с 10 набранными очками праздновали хозяева, команда «Крымтеплица», которая завоевала свой третий трофей.
В феврале 2013 года команда «Севастополь-2» вновь планировала принять участие в Кубке Крымтеплицы. Однако, турнир не состоялся из-за финансовых причин, а также из-за того, что не нашлось желающих участвовать в соревновании. В июне того же года клуб «Крымтеплица» прекратил существование.

## Формат
Первые четыре Кубка Крымтеплицы проходили в ноябре, а все последующие в феврале. Матчи на Кубке Крымтеплицы проходили в соответствии с правилами игры в футбол и состояли из двух таймов по 45 минут. По ходу игры допускалось не более 10 замен. В случаи ничейного результата в матчах плей-офф происходило пробитие серии пенальти.
Кубок Крымтеплицы 2002, 2003 и 2007 состоял из полуфинала, победители которых выходят в финал. Проигравшие команды бороться в матче за третье место. В связи с увеличение состава участников до 8 команд, следующие два турнира проходили по групповой схеме. Команды соревновались в двух группах, где играли по одной игре между собой. Победители обеих групп выходили в финал, команды занявшие вторые места сражались в матче за третье место. Команды занявшие 3 и 4 место в группе, сражались за 5 и 7 место соответственно. Матчи Кубков Крымтеплицы 2011 и 2012 проходили в одной группе, где команды сыграли по 1 игре между собой.

## Судьи
Для работы на турнире в разные годы приглашались судьи, некоторые из которых обслуживали игры чемпионата Украины, среди которых: Владимир Сиренко, Юрий Вакс и Анатолий Жабченко. Вакс на втором Кубке Крымтеплицы был признан лучшим арбитром турнира. В последнем розыгрыше турнира работала бригада арбитров из Молдавии, во главе с Владиславом Иванченко.

## Результаты
| Год  | Участников                   | Призёры                      | Призёры                      | Призёры                                    | Призёры                                    |
| Год  | Участников                   | Победитель                   | 2-е место                    | 3-е место                                  | 4-е место                                  |
| ---- | ---------------------------- | ---------------------------- | ---------------------------- | ------------------------------------------ | ------------------------------------------ |
| 2002 | 4                            | Динамо (Симферополь)         | Черноморец-2 (Одесса)        | Крымтеплица                                | Таврия-ТНУ (Симферополь)                   |
| 2003 | 4                            | Крымтеплица                  | Черноморец-2 (Одесса)        | Динамо (Симферополь) и Строитель (Темрюк)* | Динамо (Симферополь) и Строитель (Темрюк)* |
| 2004 | 4                            | Униспорт-Авто-2              | Крымтеплица                  | Химик (Красноперекопск)                    | Рава                                       |
| 2007 | 4                            | Крымтеплица                  | Олком                        | Спартак (Молодёжное)                       | Черноморнефтегаз (Симферополь)             |
| 2009 | 8                            | Олимпия (Бельцы)             | Шахтёр-3                     | Крымтеплица                                | Форос (Ялта)                               |
| 2010 | 8                            | Крымтеплица                  | Энергетик (Бурштын)          | Энергия (Новая Каховка)                    | Сталь (Днепродзержинск)                    |
| 2011 | 5                            | Энергия (Новая Каховка)      | Карпаты (дубль)              | Нефтяник-Укрнефть                          | Крымтеплица                                |
| 2012 | 6                            | Крымтеплица                  | Энергия (Новая Каховка)      | Севастополь-2                              | Мир                                        |
| 2013 | Отменён из финансовых причин | Отменён из финансовых причин | Отменён из финансовых причин | Отменён из финансовых причин               | Отменён из финансовых причин               |

- Результаты матча за третье место неизвестны.

## Бомбардиры
| Год  | Игрок                                                                          | Голов                      |
| ---- | ------------------------------------------------------------------------------ | -------------------------- |
| 2002 | Сергей Мамонов (Динамо)                                                        | 3 гола                     |
| 2003 | неизвестны результаты всех игр                                                 | 3 гола                     |
| 2004 | Константин Мухамадеев (Химик)                                                  |                            |
| 2007 | 8 игроков забили по 1 голу                                                     | 8 игроков забили по 1 голу |
| 2009 | Арсен Мустафаев (Форос) Сулейман Диаби (Крымтеплица) Руслан Джанджгава (Олком) | 3 гола                     |
| 2010 | Арсен Манасян (Энергия)                                                        | 5 голов                    |
| 2011 | 4 игрока забили по 2 гола                                                      | 4 игрока забили по 2 гола  |
| 2012 | Игорь Тудаков (Севастополь-2) Роман Свинцицкий (Крымтеплица)                   | 4 гола                     |

## Список хет-триков
| # | Игрок                 | Клуб                    | Соперник                | Счёт | Дата            | Прим.  |
| - | --------------------- | ----------------------- | ----------------------- | ---- | --------------- | ------ |
| 1 | Константин Мухамадеев | Химик (Красноперекопск) | Рава                    | 3:3  | ноябрь 2004     | [ 10 ] |
| 2 | Владлен Юрченко       | Ильичёвец (дубль)       | Кристалл (Херсон)       | 3:2  | 15 февраля 2012 | [ 33 ] |
| 3 | Роман Свинцицкий      | Крымтеплица             | Энергия (Новая Каховка) | 5:1  | 18 февраля 2012 | [ 34 ] |

## Награды
Лучший вратарь:

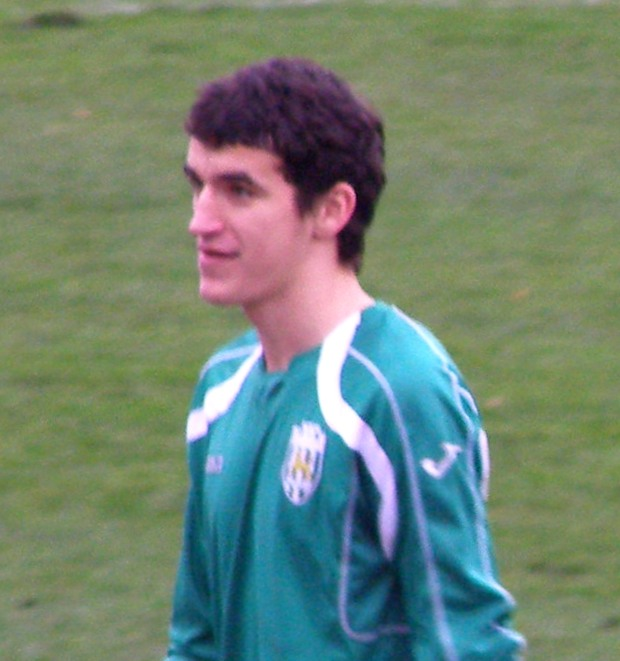
Олег Тарасенко — лучший защитник турнира в 2011 году

- 2002 —  Григорий Красовский («Черноморец»)[1]
- 2004 —  Владимир Ливанов («Униспорт-Авто-2»)[10]
- 2007 —  Владимир Мачуга («Черноморнефтегаз»)[13]
- 2009 —  Нариман Якубов («Форос»)[35]
- 2010 —  Сергей Вокальчук («Крымтеплица»)[36]
- 2011 —  Роман Мысак («Карпаты»)[37]
- 2012 —  Денис Касперович («Энергия»)[38]

Лучший защитник:
- 2002 —  Александр Гарбуз («Крымтеплица»)[1]
- 2004 —  Максим Чеботарь («Униспорт-Авто-2»)[10]
- 2007 —  Заур Мамутов («Крымтеплица»)[13]
- 2009 —  Николай Орловский («Олимпия»)[35]
- 2011 —  Олег Тарасенко («Карпаты»)[37]

Лучший полузащитник:
- 2002 —  Алексей Грищенко («Динамо»)[1]
- 2007 —  Виталий Бугаёв («Олком»)[13]
- 2009 —  Ярослав Ямполь («Шахтёр-3»)[35]

Лучший нападающий:
- 2002 —  Олег Губский («Динамо»)[1]
- 2004 —  Константин Мухамадеев («Химик»)[10]
- 2007 —  Игорь Мельник («Спартак»)[13]
- 2009 —  Владислав Насибулин («Шахтёр-3»)[35]

Лучший бомбардир:
- 2009 —  Сулейман Диаби («Крымтеплица»)[35]
- 2010 —  Арсен Манасян («Энергия»)[36]
- 2011 —  Сергей Цой («Энергия»)[37]
- 2012 —  Игорь Тудаков («Севастополь-2»)[38]

Лучший игрок:
- 2007 —  Виталий Прокопченко («Крымтеплица»)[13]
- 2010 —  Андрей Чернов («Энергетик»)[36]
- 2011 —  Артур Карноза («Нефтяник-Укрнефть»)[37]
- 2012 —  Роман Свинцицкий («Крымтеплица»)[38]

Лучший арбитр:
- 2007 —  Юрий Вакс[13]

## Тренеры-победители
- 2002 —  Михаил Сачко («Динамо»)[1]

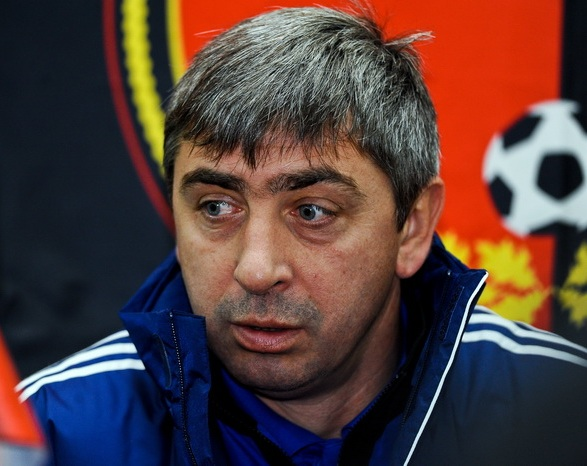
Александр Севидов завоёвывал Кубок Крымтеплицы в 2010 году

- 2003 —  Олег Лутков («Крымтеплица»)[9]
- 2007 —  Александр Гайдаш («Крымтеплица»)[13]
- 2009 —  Валерий Погорелов («Олимпия»)[35]
- 2010 —  Александр Севидов («Крымтеплица»)[36]
- 2011 —  Сергей Шевцов («Энергия»)[37]
- 2012 —  Николай Федорко («Крымтеплица»)[38]

## Рекорды
- Самая крупная победа: «Динамо» — «Таврия-ТНУ» (2002)[1] и «Крымтеплица» — «Черноморец-2» (2003)[9] — (5:0)
- Самый результативный турнир: Кубок Крымтеплицы 2010, забито 51 гол (в среднем 3.18 за игру)
- Самый быстрый гол: Денис Головещенко («Форос») на 2 минуте в матче против «Олкома» (2010)[16]
- Самое большее участие в турнире (команда): «Крымтеплица» (7)
- Самое большее участие в турнире (игроки): Виталий Саранчуков из «Крымтеплицы» (6)
- Лучший бомбардир турнира: по 5 голов забили — Арсен Манасян («Энергия»), Сулейман Диаби и Роман Свинцицкий (оба из «Крымтеплицы»)

## Суммарная таблица
| №  | Клуб                           | Сезонов | !И | В  | Н | П | З  | П  | О³ |
| -- | ------------------------------ | ------- | -- | -- | - | - | -- | -- | -- |
| 1  | Крымтеплица*                   | 8       | 22 | 15 | 1 | 5 | 48 | 19 | 46 |
| 2  | Энергия (Новая Каховка)        | 3       | 12 | 7  | 2 | 3 | 20 | 13 | 23 |
| 3  | Форос (Ялта)                   | 2       | 8  | 5  | 0 | 3 | 15 | 13 | 15 |
| 4  | Олимпия (Бельцы)               | 1       | 4  | 4  | 0 | 0 | 8  | 4  | 12 |
| 5  | Сталь (Днепродзержинск)        | 2       | 8  | 3  | 2 | 3 | 11 | 14 | 11 |
| 6  | Мир                            | 3       | 9  | 3  | 1 | 5 | 9  | 13 | 10 |
| 7  | Шахтёр-3                       | 1       | 4  | 2  | 1 | 1 | 7  | 2  | 7  |
| 8  | Карпаты (дубль)                | 2       | 8  | 2  | 1 | 4 | 9  | 10 | 7  |
| 9  | Севастополь-2                  | 1       | 5  | 2  | 1 | 2 | 4  | 7  | 7  |
| 10 | Олком                          | 3       | 10 | 2  | 1 | 7 | 7  | 22 | 7  |
| 11 | Динамо (Симферополь)*          | 2       | 3  | 2  | 0 | 0 | 9  | 2  | 6  |
| 12 | Нефтяник-Укрнефть              | 1       | 4  | 2  | 0 | 2 | 9  | 5  | 6  |
| 13 | Энергетик (Бурштын)            | 1       | 4  | 2  | 0 | 2 | 8  | 3  | 6  |
| 14 | Униспорт-Авто-2                | 1       | 2  | 2  | 0 | 0 | 1  | 1  | 6  |
| 15 | Черноморец-2 (Одесса)          | 2       | 4  | 2  | 0 | 2 | 3  | 10 | 6  |
| 16 | Спартак (Молодёжное)           | 1       | 2  | 1  | 0 | 1 | 1  | 2  | 3  |
| 17 | Химик (Красноперекопск)        | 1       | 2  | 1  | 0 | 1 | 3  | 5  | 3  |
| 18 | Шахтёр-2                       | 1       | 4  | 1  | 0 | 3 | 6  | 9  | 3  |
| 19 | Ильичёвец (дубль)              | 1       | 4  | 1  | 0 | 3 | 5  | 9  | 3  |
| 20 | Кристалл (Херсон)              | 1       | 4  | 0  | 1 | 3 | 3  | 6  | 1  |
| 21 | Рава                           | 1       | 2  | 0  | 0 | 2 | 3  | 3  | 0  |
| 22 | Черноморнефтегаз (Симферополь) | 1       | 2  | 0  | 0 | 2 | 1  | 2  | 0  |
| 23 | Ворскла (дубль)                | 1       | 4  | 0  | 0 | 4 | 4  | 11 | 0  |
| 24 | Таврия-ТНУ (Симферополь)       | 1       | 2  | 0  | 0 | 2 | 0  | 7  | 0  |
| 25 | Строитель (Темрюк)*            | 1       | 0  | 0  | 0 | 0 | 0  | 0  | 0  |

- Не учитываются матчи турнира 2003 года, так как данные неизвестны. Полуфинал «Крымтеплица» — «Строитель». Матч за третье место «Динамо» — «Строитель».

## Другие турниры
Александр Васильев также проводил Кубок Крымтеплицы по мини-футболу, который проходил в симферопольском споркомплексе «Дружба». В марте 2014 года был проведён Кубок Крымтеплицы по футболу для игроков до 14 лет среди четырёх крымских клубов, по итогам турнира победу одержала юношеская команда «Таврии». В мае 2015 года состоялся турнир для игроков возрастной категории — 2004 года рождения, посвящённый празднованию 70-летия Победы в Великой Отечественной войне. Победителем среди четырёх команд участниц стал симферопольский ТСК.

### Сюжеты
- Тарас Брезицкий. Кубок Крымтеплицы (недоступная ссылка — история). ИТВ (28 января 2011). Дата обращения: 4 июля 2015.
- Тарас Брезицкий. Кубок Крымтеплицы (недоступная ссылка — история). ИТВ (1 февраля 2011). Дата обращения: 4 июля 2015.
- Тарас Брезицкий. Обладателем Кубка Крымтеплицы стала «Энергия» из Новой Каховки. ИТВ (7 февраля 2011). Дата обращения: 4 июля 2015. Архивировано из оригинала 5 марта 2016 года.
- Тарас Брезицкий. В Аграрном стартовал Кубок Крымтеплицы (недоступная ссылка — история). ИТВ (6 февраля 2012). Дата обращения: 4 июля 2015.
- Тарас Брезицкий. Второй тур Кубка Крымтеплицы по футболу провели в Новопавловке (недоступная ссылка — история). ИТВ (7 февраля 2012). Дата обращения: 4 июля 2015.
- Тарас Брезицкий. В Аграрном продолжается Кубок Крымтеплицы по футболу. ИТВ (9 февраля 2012). Дата обращения: 4 июля 2015. Архивировано из оригинала 5 марта 2016 года.
- Кубок Крымтеплицы сохранил прописку. ИТВ (20 февраля 2012). Дата обращения: 4 июля 2015. Архивировано из оригинала 5 марта 2016 года.